# Domenico Silvo

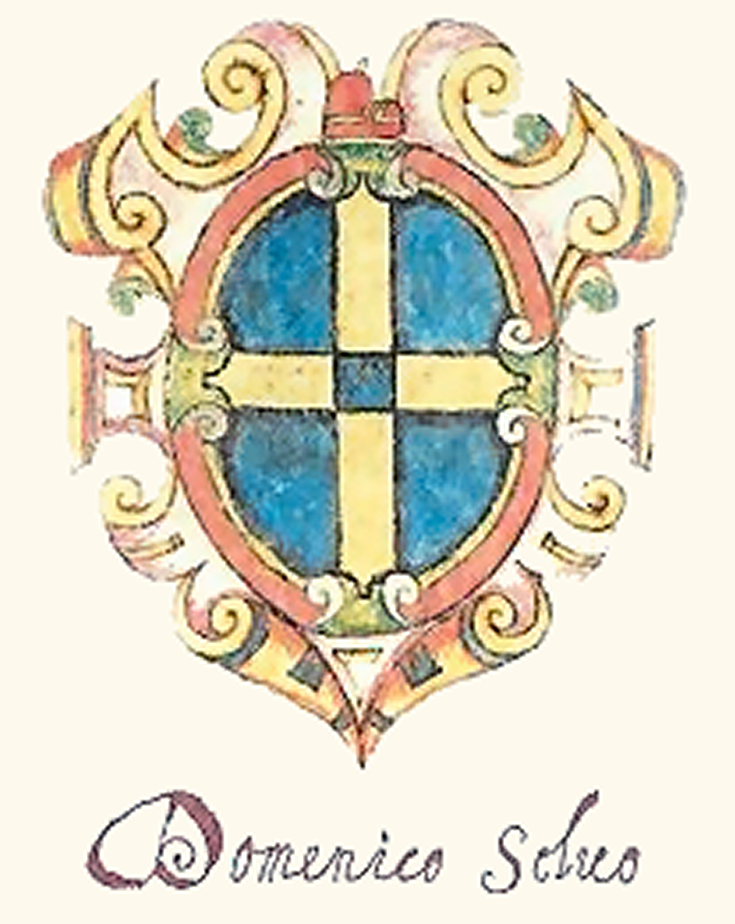
Wappen des „Domenico Selvo“ nach Vorstellungen des frühen 17. Jahrhunderts

Domenico Silvo, auch Silvio oder Selvo, in den zeitnahen Quellen Dominicus Silvus († um 1087 in Venedig), regierte von 1071 bis zu seiner Absetzung im Jahre 1084 die Republik Venedig. Nach der historiographischen Tradition, wie die staatlich gesteuerte Geschichtsschreibung Venedigs genannt wird, war er der 31. Doge. Der 1063 begonnene Wiederaufbau des abgebrannten Markusdoms wurde unter ihm fortgesetzt, die Fertigstellung erfolgte allerdings erst 1094.
Er kämpfte auf Seiten des Byzantinischen Reiches gegen die Normannen Süditaliens, wofür Venedig 1082 ein überaus weit reichendes Handelsprivileg erhielt. Dieses befreite die Händler Venedigs in der byzantinischen Hauptstadt Konstantinopel von Abgaben und räumte ihnen ein eigenes Händlerquartier am Goldenen Horn ein. Silvo war ab etwa 1075 mit der byzantinischen Prinzessin Theodora verheiratet. Aus dem Investiturstreit versuchte er sich zwar herauszuhalten, doch bekämpfte er die mit dem Papst im Bunde stehenden Normannen. Sein Sohn kam in einer Seeschlacht ums Leben, er selbst wurde infolge dieser Niederlage gestürzt.

## Herkunft, gesellschaftlicher Aufstieg, Dogenamt

### Familie, Unterhändler, Dogenberater
Über die Herkunft des Domenico Silvo ist äußerst wenig bekannt. Nur der Name seines Vaters, Stefano, ist überliefert. Aus einer ersten Ehe hatte er einen Sohn, der gleichfalls Domenico hieß, der aber 1086 wohl nicht mehr lebte. Er war ein Verwandter der einflussreichen Candiano-Familie. Um 1075 ehelichte er Prinzessin Theodora Dukas (1058–1083), wohl eine Tochter des byzantinischen Kaisers Konstantin Dukas und Schwester Michaels VII. Sie brachte angeblich byzantinischen Prunk und Luxus nach Venedig, der, folgt man späterer Geschichtsschreibung, vor allem von Petrus Damiani in seinem De Institutione monialis kritisiert worden sein soll. Doch konnte der bereits 1072 verstorbene Damiani die Prinzessin, die frühestens 1075 in Venedig erschien, kaum kennen gelernt haben. Er bezog sich wohl eher auf die 1007 gestorbene Maria, die ebenfalls byzantinische Ehefrau des Mitdogen Johannes Urseolus. Theodora war die letzte byzantinische Prinzessin, die mit einem venezianischen Dogen verheiratet war.
Offenbar hatte Silvo hohes Ansehen als Unterstützer seines Vorgängers erlangt. Erstmals taucht sein Name in einer Urkunde vom August 1046 auf. Nach dieser Urkunde des Bischofs von Olivolo, Domenico Contarini, wohl eines Verwandten des Dogen, erscheint er in der besagten Funktion als Gesandter im Jahr 1055 am Hof Heinrichs III.

### Amtserhebung (1071)
Domenico Silvo wurde 1071 in der Kirche San Nicolò di Lido per Akklamation vom gesamten populus – „d. h. der einflussreichen Geschlechter mit ihrer jeweiligen Klientel“ – und vom Klerus zum Dogen gewählt. Danach wurde er in einer feierlichen Prozession, die erstmals ein Augenzeuge namens Domenico Tino schildert, zur Amtserhebung in die noch unvollendete Kirche San Marco gebracht. Unmittelbar nach der feierlichen Beisetzung seines Vorgängers Domenico Contarini waren zahlreiche Menschen mit ihren Booten an das Ufer vor San Nicolò di Lido geströmt, um der Sitte entsprechend einen Dogen zu wählen – „in littore Olivolensi solito more pro eligendo duce congregarentur“, wie Domenico Tino schreibt. In der Kirche beteten die wichtigsten religiösen Autoritäten und zahlreiche Kleriker für die Wahl eines Mannes, der dieses Amtes würdig sein möge. Wie aus einem Munde hörten die Menschen schließlich nicht mehr auf zu rufen „Dominum Silvum volumus et laudamus“. Als kein Widerspruch erfolgte, wurde Silvo auf den Schultern einiger Männer zu einem Boot getragen. Dort angekommen befahl er, man möge ihm die Schuhe ausziehen, während der Klerus („Dominicus Tinus clericus“, der Augenzeuge, war auch dabei) gleichfalls das Boot bestieg und ein Te Deum im Beisein der begeisterten Menge anstimmte. Der neue Doge wurde an die Riva di San Marco geleitet, dann von einer Prozession in die Markuskirche begleitet, wobei der Doge seinen bescheidenen Eintritt in die Kirche des hl. Markus durch seine Barfüßigkeit betonte – „discalceatus humiliter ad beatissimi Marci ecclesiam incedit“. Er warf sich unter Danksagung an Gott für die große Ehre zu Boden. Dann nahm er das auf dem Altar liegende Szepter („baculum ab altari Sanctissimi Marci suscepit“). Schließlich zog er in Begleitung einer großen Volksmenge weiter in den Dogenpalast, wo er die Treueide des Volkes entgegennahm – „fidelitatis iuramenta a populo recepit“. Folgt man dem Augenzeugen, so gab es gegen die Wahl des Dogen nicht den geringsten Widerstand, im Gegenteil war die Begeisterung und der Jubel einhellig.

### Politische Kontinuität und Markuskirche, Investiturstreit

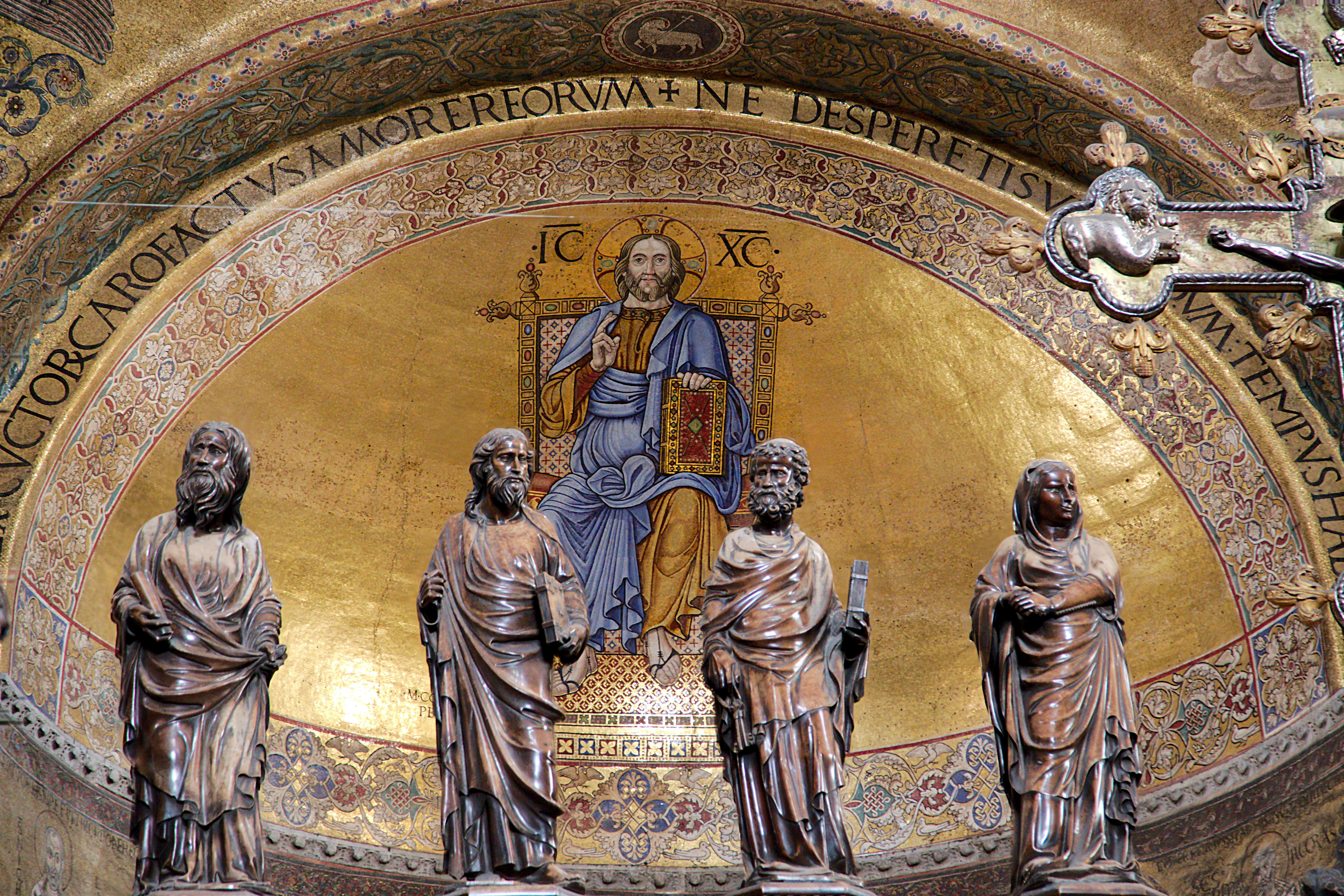
Christus Pantokrator und vier Heilige in der Hauptapsis der Markuskirche

In den ersten Amtsjahren setzte Silvo die Politik seines Vorgängers weitgehend fort, was er schon unmittelbar nach der Wahl symbolisch vorbereitet hatte, indem er befohlen hatte, das Grabmal seines Vorgängers wiederherzustellen und zu verschönern („restaurari et meliorari iussit“, wie Domenico Tino schreibt). Dabei stand das gute Verhältnis zu den beiden Kaiserreichen ebenso im Vordergrund, wie das zum Papst, was wiederum dem Handel zugutekam. Während Silvos Amtszeit begann man, den Innenraum der inzwischen vollendeten Markuskirche mit Mosaiken und einem aufwändigen Marmorfußboden auszustatten. Seiner Amtszeit wurden die Mosaiken in der Apsis zugewiesen, also der Christus Pantokrator und die Heiligen und Apostel. Das Gleiche gilt für die Arbeiten im Bereich der Eingangspforten, die Theotokos, Apostel und Evangelisten. Hinzu kommen einige Fragmente einer Kreuzabnahme am Tetrapylon im Südosten des Chores.
Silvo nahm die Initiative seines Vorgängers wieder auf und intervenierte im Streit um das Patriarchat von Grado. Dessen Metropolit, Domenico Marango, hatte von Leo IX. 1053 die volle Anerkennung erlangt, was einen Jahrhunderte währenden Streit mit den Patriarchen von Aquileia beendet hatte. Doch geriet das nunmehr gesicherte Grado in erhebliche ökonomische Schwierigkeiten. Silvo griff im September 1074 ein, indem er die Leistungen einiger Kleriker, Bistümer und Klöster erhöhte. Diese Bemühungen erkannte im Dezember 1074 Papst Gregor VII. zwar an, doch beklagte er den bitteren Zustand des Patriarchats und forderte vom Dogen entsprechende Eingriffe. 1077 und 1081 ermahnte der Reformpapst den Dogen, den Kontakt zu Exkommunizierten zu meiden, was ein deutlicher Hinweis auf den Investiturstreit und die damit in Zusammenhang stehenden Auseinandersetzungen mit Heinrich IV. stand. Silvo ließ im Reich nie um Verlängerung der traditionellen Verträge ersuchen, wie es unter seinen Vorgängern üblich war.

### Kämpfe mit Normannen (ab 1075), Eheschließung mit Theodora, kaiserliches Handelsprivileg (1082)
Die Ehe zwischen dem Dogen und Theodora führte zu engeren politischen Bindungen zwischen Venedig und Konstantinopel. In den Auseinandersetzungen zwischen dem deutschen Kaiser Heinrich IV. und Papst Gregor VII. unterstützte Silvo die kaiserliche Partei, während Gregor nach einer militärischen Niederlage neue Verbündete in den Normannen Siziliens fand. Diese waren scharfe Konkurrenten von Byzanz um die Vorherrschaft im östlichen Mittelmeer und zugleich Rivalen Venedigs in der Adria.

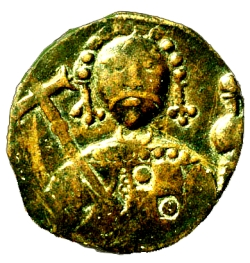
Münze Robert Guiskards († 1085), der ab 1059 zu einer der Stützen des Reformpapsttums wurde, und der die byzantinische Herrschaft in Süditalien beendete. Er begann die Eroberung Siziliens (1072 Palermo) und griff 1081 Byzanz an, doch seine Flotte wurde von Venedig in mehrere Seeschlachten verwickelt. 1084/85 siegten die Venezianer erneut, unterlagen jedoch in einer weiteren Seeschlacht. Diese Niederlage führte zum Sturz des Dogen.

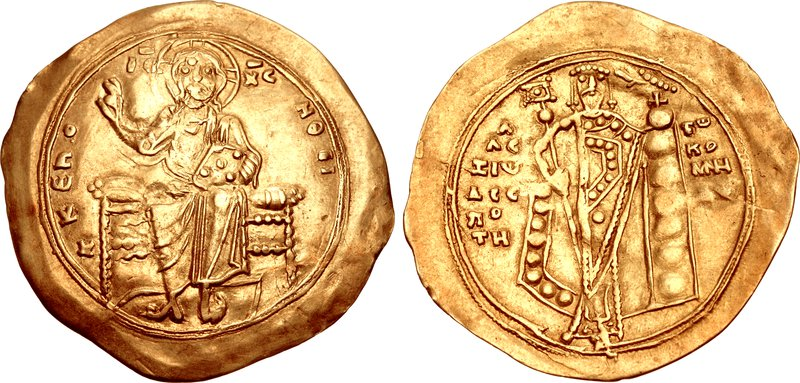
Münze Kaiser Alexios’ I., der Venedig für seine Flottenhilfe gegen Robert Guiscard im Jahr 1082 weit reichende Handelsprivilegien einräumte

Im Frühjahr 1075 kam es zu einem ersten Angriff von Normannen auf die Insel Arbe in der nördlichen Adria. Ihrem Anführer, dem Grafen Amicus fiel zugleich König Petar Krešimir IV. in die Hände, und er beanspruchte die Oberherrschaft über Spalato, Traù, Zara, Zaravecchia und vielleicht Nona. Byzanz, zunehmend durch Seldschuken von Osten und Normannen von Westen bedrängt, war nicht in der Lage, in der Adria einzugreifen. Stattdessen vertrieb Silvo mit der venezianischen Flottenmacht die Normannen 1075 und 1076 aus Dalmatien. Von den dortigen Städten ließ er sich als senior anerkennen. Der Kaiser erhob ihn daraufhin zum protoproedos, ein hoher Titel, der bis dahin keinem Doge zuerkannt worden war. Silvo, der bis dahin den Titel Venecie et Dalmacie dux bevorzugt hatte, rühmte sich nun des byzantinischen Titels. Wohl um diese Zeit heiratete er Theodora Dukas.
Mit der Niederlage des Grafen Amico fand sich Robert Guiskard, der normannische Herzog von Apulien und Kalabrien keineswegs ab. Sein Sohn Bohemund besetzte 1081 das byzantinische Valona, noch im Mai desselben Jahres setzte sein Vater dorthin über und eroberte Korfu. In den sich anschließenden Kämpfen um Durazzo trug Venedig durch seine Flotten entscheidend zur Stabilisierung von Byzanz bei, das den Ostteil des Reiches weitgehend an die Seldschuken verloren hatte, bis der Tod Robert Guiscards den Druck von Byzanz und Venedig nahm.

Versuch einer kartographischen Darstellung der ins Chrysobullon Kaiser Alexios’ I. eingeschlossenen Städte

Nach den ersten Kämpfen ging eine kaiserliche Gesandtschaft nach Venedig. Die Stadt erhielt im Mai 1082 vom neuen Kaiser Alexios I. Komnenos in einem Chrysobullon weit reichende Privilegien im Byzantinischen Reich, Befreiung von Steuern auf die Handelsware und eine eigene Händlerkolonie am Goldenen Horn, deren Bewohner dogaler Rechtsprechung unterlagen. Dieser Vertrag bildete das Fundament für Venedigs Aufstieg zur führenden Handels- und Militärmacht im östlichen Mittelmeer. Silvo erhielt den Titel eines protosebastos, was ihm den gleichen Rang verlieh, wie dem Kaiser selbst. Byzanz hingegen, das noch Mitte des 11. Jahrhunderts das östliche Mittelmeer weitgehend beherrscht hatte, konnte seine Flotte nur noch in geringer Stärke aufrechterhalten.
Im Juli 1082 besiegte die venezianische Flotte die Normannen, doch unterlag die byzantinische Armee vor Durazzo, das die Normannen im Februar 1082 besetzt hatten. Von dort marschierte Robert Guiscard direkt auf Konstantinopel zu, musste sein Unternehmen allerdings abbrechen, als Heinrich IV. gegen Rom zog. 1083 gelangen erste Rückeroberungen, darunter war Korfu. Durazzo fiel jedoch 1084 wieder an die Normannen unter Robert Guiscard. Silvos Sohn, der die venezianische Flotte befehligte, die erneut eine Schlacht verlor, geriet in Gefangenschaft.

### Sturz
Zum Sturz Silvos und seinem Verbleib liefern die Quellen zwei Möglichkeiten. Andrea Dandolo, Trevisan und Dolfin behaupten, er sei 1084 gewaltsam aus dem Amt entfernt und in ein Kloster gesteckt worden, und zwar im Anschluss an eine Volkserhebung im Gefolge der besagten Niederlage. Andere Quellen geben an, er sei, noch im Amt, gestorben, und er sei im Atrium von San Marco beigesetzt worden, versehen mit einer Inschrift in Erinnerung an den Sieg von Durazzo über Robert Guiscard. Sein Todesdatum ist unbekannt. Andrea Dandolo behauptet zudem, Silvos Nachfolger Vitale Falier, dessen Ehrgeiz auf das Dogenamt gezielt habe, habe gegen den Dogen gehetzt. Unter ihm endete der Normannenkrieg, vor allem durch den Tod Roberts, und er gab Durazzo an Byzanz zurück. Nach 1087 existiert keine Nachricht mehr von ihm, der den Titel protosebastos, wie es üblich war, bis zu seinem Tod trug.

## Rezeption

### Bis gegen Ende der Republik Venedig

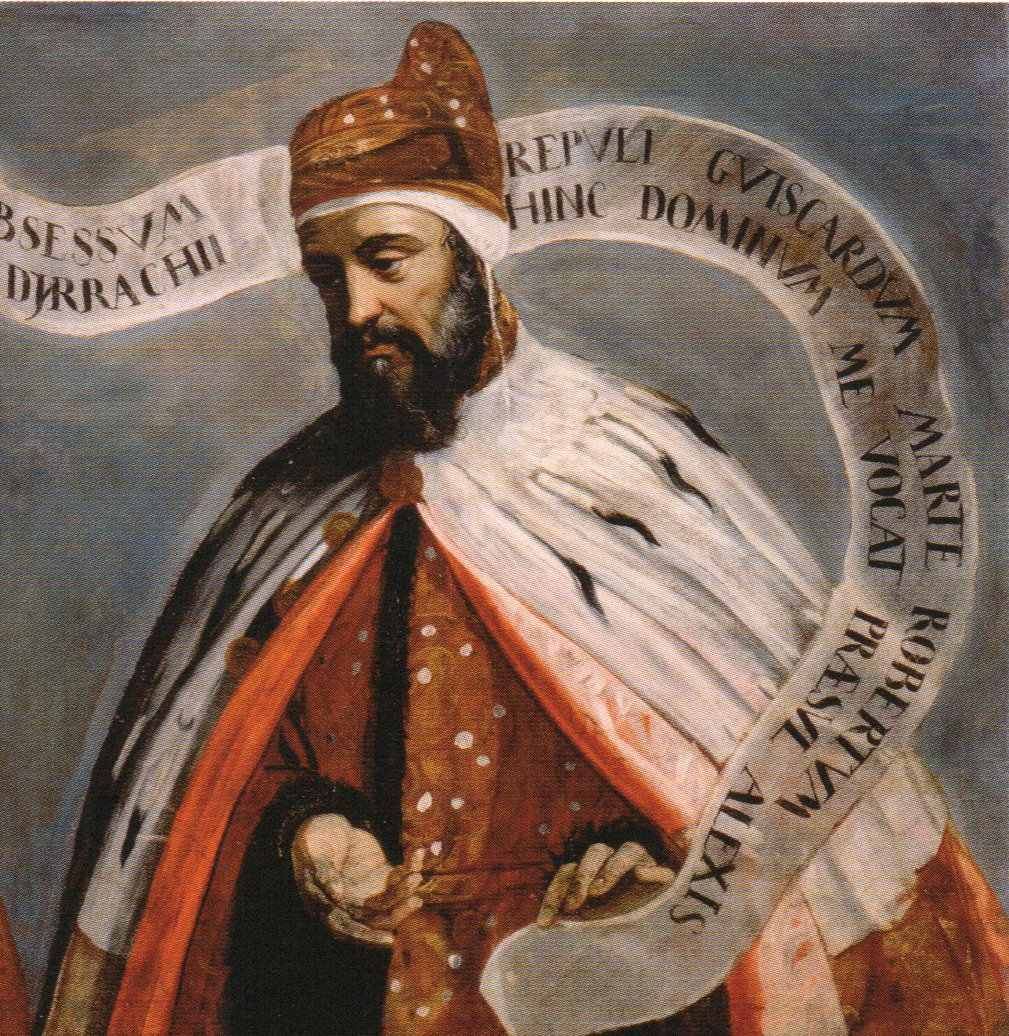
Domenico Tintoretto: Darstellung des Dogen im Dogenpalast, die in einem Spruchband seine Verdienste hervorhebt. Das Bildnis ist eines der 38 Doppel-Dogenporträts im Saal des Großen Rates.

Byzanz, von Seldschuken und Normannen bedroht, geriet in zunehmende Abhängigkeit von der venezianischen Flottenhilfe, was sich ökonomisch darin niederschlug, dass Venedig im Reich einzigartig privilegiert wurde. Gegenüber dem Römisch-deutschen Reich kam es in der Bedrängnis durch das Reformpapsttum auch dort zu einer bedeutenden Privilegierung, allerdings erst unter Silvos Nachfolger im Jahr 1095. Die Deutung, die die venezianische Geschichtsschreibung dem Leben des Dogen gab, war zum einen auf die existenzbedrohenden Auseinandersetzungen mit den Normannen und damit nicht mehr dem Reich ausgerichtet, das der Doge im Gegenteil lange gegen das Reformpapsttum unterstützte. Dadurch erlangen zunehmend Quellen der römischen Kurie Bedeutung. Das Augenmerk der wichtigsten und am häufigsten zitierten Chronik Venedigs, der des Dogen Andrea Dandolo, repräsentiert dabei in vollendeter Form die Auffassungen der zu seiner Zeit, im 14. Jahrhundert, bereits fest etablierten politischen Führungsgremien, die vor allem seit diesem Dogen die Geschichtsschreibung steuerten. Sein Werk wurde von späteren Chronisten und Historikern immer wieder als Vorlage benutzt. Daher wurde es überaus dominierend für die Vorstellungen von der venezianischen Geschichte vor seiner Zeit. Dabei stand im Zusammenhang mit Silvo bei Dandolo die Herleitung und Legitimation des territorialen Anspruches seiner Heimatstadt weniger im Mittelpunkt, als die Abwehr der päpstlichen Einmischungsversuche. In diesem Zusammenhang war schon immer die Anerkennung und möglichst die Erweiterung der „alten Verträge“ durch die jeweils neu ins Amt gelangten Kaiser (und Könige) von enormer Bedeutung, die Silvo schon vor seiner Wahl zum Dogen erreicht hatte, und die Heinrich IV. noch wesentlich erweiterte. Die Strategien des Interessensausgleichs zwischen den zu dieser Zeit vorherrschenden Familien, vor allem aber der Stand der Verfassungsentwicklung, führte zu einer zunehmenden Einbindung des Dogen, dem die Möglichkeit einer erblichen Monarchie schon seit Silvos Vorgängern versperrt war. Die Etappen der politischen Entwicklungen, die schließlich zur Entmachtung des Dogen, dem man zunehmend Repräsentationsaufgaben zuwies, aber keine eigenständigen Entscheidungen mehr zugestand, war ein weiteres Darstellungsziel. Zugleich blieb einerseits der Ausgleich zwischen den ehrgeizigen und dominierenden Familien eines der wichtigsten Ziele, die Herleitung der herausgehobenen Position der ‚nobili‘ im Staat war andererseits von großer, partiell dem obigen Ziel widersprechender Bedeutung. Weil die Kirchenämter beim Investiturstreit eine wesentliche Rolle spielten, erschlossen sich dem Papst neue Möglichkeiten der Einmischung, gegen die sich Venedig seinerseits zur Wehr setzte, indem es mit Grado ein von ihm kontrolliertes Patriarchat unterhielt, das es später gänzlich nach Venedig holte.
Die hier sehr knappe Cronica di Venexia detta di Enrico Dandolo aus dem späten 14. Jahrhundert, die älteste volkssprachliche Chronik Venedigs, stellt die Vorgänge ebenso wie Andrea Dandolo auf einer in dieser Zeit längst geläufigen, weitgehend von Einzelpersonen, vor allem den Dogen beherrschten Ebene dar. Das gilt auch für „Domenego Selvo“. Die individuellen Dogen bilden sogar das zeitliche Gerüst für die gesamte Chronik, wie es in Venedig üblich war. Bei Silvo betont sie eigenartigerweise, er sei nach dem Tod seines Vorgängers auf den Dogenstuhl gelangt („al seggio ducal ascexe da poi la morte del dicto“). Unter ihm sei die Markuskirche mit einem „meraveiosa ovra ad musaica et de nobel piere“ geschmückt worden, mit einem ‚bewundernswerten Mosaikwerk und edlen Steinen‘. Ebenfalls in dieser Zeit habe „Alexio imperador de Gretia“, wie man den Kaiser von Byzanz häufig nannte, um Hilfe gegen Robert Guiscard, König der Insel Sizilien ersucht („dell insulla de Cecillia re“), der schon dazu übergegangen war, einen Teil der Romania, des Byzantinischen Reiches zu zerstören („era andado a dampnificar alcuna parte de Romania“). Unter Zustimmung des ganzen Volkes rüstete Venedig eine Flotte bewaffneter Schiffe aus, „dela qual cosa l’imperador molto ingraciando, obligandosi a li Venetiani perpetualmente“. Gemeint ist das Privileg von 1082, zu dem sich der wegen des venezianischen Flotteneinsatzes dankbare Kaiser auf unbegrenzte Zeit verpflichtete.

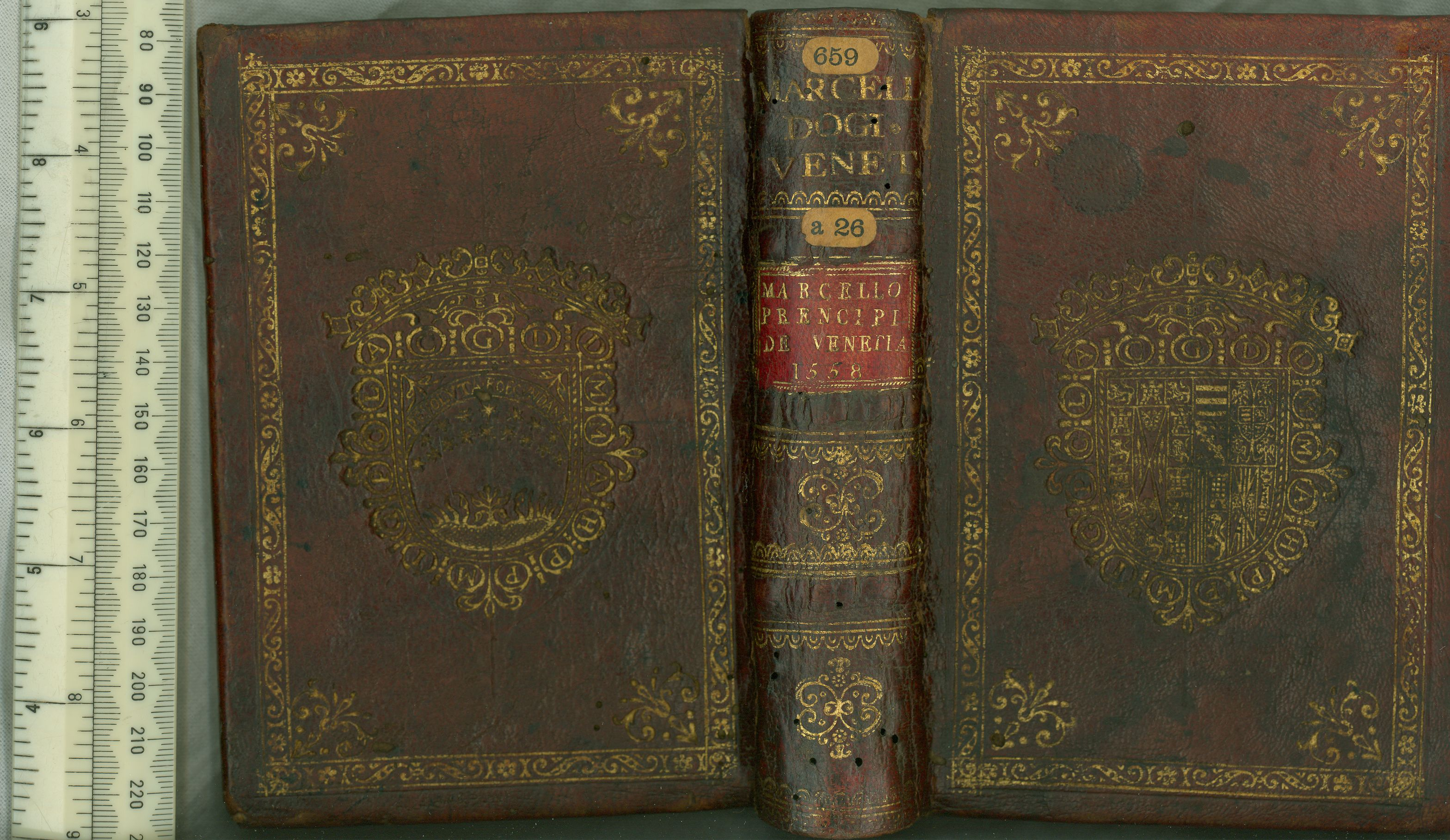
Umschlag einer Ausgabe der Vite de’prencipi di Vinegia des Pietro Marcello

Pietro Marcello meinte 1502 in seinem später ins Volgare unter dem Titel Vite de’prencipi di Vinegia übersetzten Werk, der Doge „Domenico Silvio Doge XXX.“ „fu fatto doge dal popolo“ (‚wurde vom Volk zum Dogen gemacht‘). Für ihn ist hier nur der Kampf gegen die Normannen erwähnenswert. Es hieß, so Marcello, „Roberto Guiscardo, di natione Normando“, habe sich schon unter seinem Vorgänger mit den Venezianern viele Schlachten in Apulien geliefert (S. 53) – er erwähnt Robert Guiscard als einer der ersten im Zusammenhang mit diesem Dogat. Nach Marcello wurden die Normannen zwar unter Silvo aus Dalmatien vertrieben, auch besiegten sie diese in einer Seeschlacht. Doch dann kam die besagte schwere Niederlage, in der viele ums Leben kamen, in Gefangenschaft gerieten und sich nur Wenige retten konnten („pochi se ne salavarono“). Deshalb nahm das Volk dem Dogen seine Amtswürde im 13. Jahr („l’anno terzodecimo“) seines „Prencipato“. Andere sagen hingegen, so Marcello, dass die Niederlage nicht so schwer gewesen, und dass der Doge gar nicht abgesetzt worden sei, sondern dass er im „anno XXIII. del suo reggimento“, im ‚23. Jahr seines Regiments‘ also, starb. Auch sei er ehrenvoll in San Marco beigesetzt worden.
Nach der an dieser Stelle deutlich ausführlicheren Chronik des Gian Giacomo Caroldo, den Historie venete dal principio della città fino all’anno 1382, wurde „Dominico Silvio“ im Jahr „MLXXJ“ von der Volksversammlung als Doge akklamiert („acclamato“), während sein Vorgänger noch gar nicht beerdigt war („non essendo ancora sepolto Dominico Contarini“). Dies geschah in der Kirche San Nicolò (dort sollte sein Vorgänger beigesetzt werden), von wo der neue Doge „con grand'allegrezza“ nach San Marco geleitet wurde, wo die eigentliche Amtseinsetzung erfolgte. Der Doge verwandte jedwede Sorgfalt darauf, die Markuskirche so herzurichten, ‚wie man sie heute antrifft‘ („com’al presente si ritrova“). Dazu sollten jedes Jahr bis zur Fertigstellung 5000 Dukaten aufgebracht werden, zugleich wurde der erste ‚Prokurator der besagten Kirche‘ eingesetzt. Der Doge hatte eine „nobile Constantinopolitana“ zur Frau, die mit „artificiosa voluttà“ lebte. Sie kleidete sich mit „pretiosi ornamenti, con odori et altre infinite delicatezze“, wie – so bemerkt der Chronist ausdrücklich – schon Petrus Damianus erwähnte, „con la penosa morte che fece conveniente alla sua vita“. Sie sei also für ihr verschwenderisches und wollüstiges Leben bestraft worden. Zu dieser Zeit, so setzt der Verfasser fort, folgte auf den Bischof von Olivolo Domenico Contarini der Sohn des verstorbenen Dogen, nämlich „Henrico Contarini“. Er war der Erste, der sich „Vescovo Castellano“ nannte, ‚Bischof von Castello‘. Der Doge, der die Armut des Patriarchats kannte, überließ diesem die 200 Amphoren Wein, die die „Giustinopolitani“ ihm jährlich schuldeten; darüber hinaus sagte er den Bischöfen und Äbten weitere „honoranze“ zu. – Den Löwenanteil von Carosos Schilderung nehmen die Kämpfe gegen Robert Guiscard ein, die schließlich zum Sturz des Dogen führten. Nachdem „Nicephoro Botoniate“ Kaiser Michael den Thron geraubt hatte, so setzt er an, floh dieser zu Robert Guiscard. Die Normannen griffen daraufhin Durazzo an, woraufhin der neue Kaiser durch seine „Nuncij“ Venedig um Flottenhilfe ersuchte. Die Normannen unterlagen der venezianischen Flotte und mussten die Belagerung von Durazzo aufgeben. Der Kaiser schickte Landstreitkräfte unter „Alessio Comneno Mega“ gegen die Normannen, doch dessen Truppen rebellierten, als sie kein Salär erhielten. Nun marschierte Alexios auf Konstantinopel und konnte durch die „porta dei Bulgari“ in die Stadt eindringen. Zunächst gab er vor für den gestürzten Kaiser einzutreten, doch dann ging er zu den Osterfeierlichkeiten mit der Kaiserkrone auf dem Haupt. Die Hoffnung seiner Soldaten auf Kompensation erfüllte er mit „infiniti doni alli soldati“. Nikephoros, der den Betrug, dem er zum Opfer gefallen war, sogleich erkannte, ging ins Kloster. Nachdem er das Kaiserreich gewonnen und das Volk beruhigt hatte, marschierte Alexios Richtung Durazzo, das die Normannen erneut belagerten. Dorthin wandte sich abermals eine venezianische Flotte. Doch diesmal siegte „Ruberto“, der Durazzo nun eroberte. Viele der Griechen und Venezianer „furono morti et molti fatti prigioni“, ‚starben oder wurden gefangen genommen‘. Papst Gregor VII., eingeschlossen im „Castel San Angelo“, schickte eine feierliche Gesandtschaft („solenni Ambassatori“) zu Robert um Hilfe. Dieser ließ seinen Sohn „Boemondo“ und den größeren Teil seiner Truppen im Kampf gegen Griechen und Bulgaren zurück, um nach Apulien zu fahren. Er befreite den Papst aus der Gefangenschaft des Kaisers und des römischen Volkes, starb aber kurz darauf eines natürlichen Todes. Unerwähnt bleibt die mehrtägige Plünderung der Stadt. Die Venezianer, getrieben von „rumore“, und die es gewohnt waren, dem Haupt die Schuld zu geben, wenn der Streitmacht das Glück fehlte, hassten nach der Niederlage vor Durazzo den Dogen. Diesem wurde das Dogat nach 12 Jahren genommen und er wurde ‚aus dem Vaterland vertrieben‘ („espulso della Patria“). Er hatte dementsprechend von 1071 bis 1083 geherrscht. Unerwähnt bleibt der für Venedig überaus günstige Handelsvertrag, den Alexios 1082 abschloss, ebenso wie die Angriffe der Seldschuken.
Auch Heinrich Kellner meint in seiner 1574 erschienenen Chronica das ist Warhaffte eigentliche vnd kurtze Beschreibung, aller Hertzogen zu Venedig Leben, unter „Dominicus Silvius“, „von der Gemein“ zum Dogen gemacht, „seyn die Normander auß Dalmatia verjagt worden“. Auch sollen die Venezianer „auf anhalten Nicephori/und demselbigen zu gefallen/ein Armada wider die Normandier außgerüstet haben/und für Durazz(welches sie belagert hätten)ein grosse Schlacht geschehen sey“. „Also die Venediger ein rühmlichen Sieg deßmals erhalten haben / der gleichwol die Herrschaft viel kost“. Die Normannen stellten eine neue Flotte auf, eroberten Durazzo und siegten diesmal über die Venezianer, sodass „von irer gewaltigen Armada wenig darvon kamen/viel erseufft/etliche erschlagen/und der meinste theil gefangen wurden.“ „Darumb“ stürzte das Volk den Dogen „im dreissigsten jar seines Herzogthumbs“. Ähnlich wie Marcello liefert er auch den fast gegenteiligen Bericht, nach dem die Niederlage zwar blutig gewesen sei, aber nicht so verheerend, die Flotte hätte die Männer an Land gesetzt, und „der Hertzog seines Ampts nicht sey entsetzt worden/sondern gestorben im drey und zwantzigsten jar seines Regiments/und ehrlich in S. Marx Kirchen begraben.“

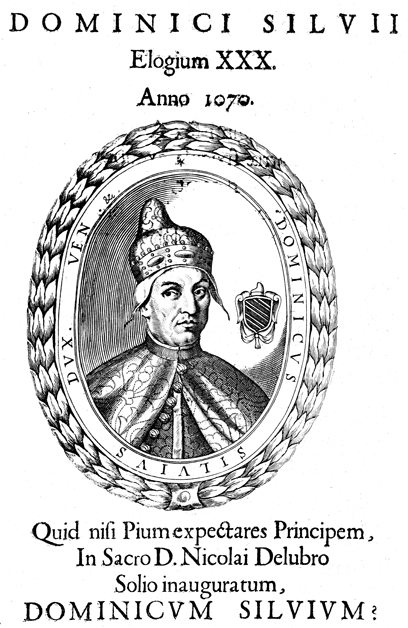
Leone Matina: Phantasieporträt des Dogen in der wohl ersten gedruckten Porträtserie aller bis dahin anerkannten Dogen, dem Ducalis regiae lararium von 1659

In der Übersetzung von Alessandro Maria Vianolis Historia Veneta, die 1686 in Nürnberg unter dem Titel Der Venetianischen Hertzogen Leben / Regierung, und Absterben / Von dem Ersten Paulutio Anafesto an / biss auf den itzt-regierenden Marcum Antonium Justiniani erschien, zählt der Autor, abweichend von Pietro Marcello, „Dominicus Sylvius, Der 31. Hertzog“. Dieser entstamme einem Geschlecht, das sich „nachfolgends Belegna genennt“. Er sei zwar „anfangs mit lachendem Munde zu solcher Hoheit erhoben“ worden, doch habe er „das Hertzogthum mit sehr vielen Thränen wiederum verlassen müssen“. Er habe „des H. Marci Tempel nunmehro auch von innenher mit dem kostbarsten Marmor zu bezieren / derowegen er von allen Orten die berühmtesten Meister nacher Venedig beruffen / und denselben von ihnen auf das künstlichste mit Mosaischer Arbeit ausschmücken lassen“ (S. 180). Doch wurde der Doge „gar balden genöthiget / der Waffen Mühe zu ergreiffen“, denn Robert Guiscard habe nicht nur alle Griechen aus Italien „verjaget“, um danach „unter dem Schein / als wolte er Michaëlem den VII. auf den Kayserlichen Thron zu Constantinopel erheben“, wozu er „Duraz“ belagerte. Der Doge war zugleich Schwager des Kaisers, denn er hatte dessen Schwester „mit Namen Calegona“ geheiratet. Aus diesem Grunde habe der Kaiser beim Dogen um „Succurs bey ihm anhalten lassen“. Nach Vianoli fuhren 36 Kriegsschiffe, 18 Galeeren und viele kleinere Schiffe „unter des Hertzogs eigenem Commando“ und habe sich mit der griechischen Flotte vor Durazzo „conjugiret“, um „einen vortrefflichen Sieg“ davonzutragen. Doch bald gelang es „unter dem Commando Boëmondi, des Roberti Sohn“ Durazzo zu erobern. Da Venedig um die Durchfahrt durch die Adria fürchtete, wurde eine neue Flotte zusammengestellt. Doch sowohl die venezianische als auch die byzantinische Flotte wurden besiegt. Als Domenico Silvo zurückkehrte, gab man ihm die Schuld an der Niederlage „alldieweilen er dem Alexio, als einem abgesagten Feind des abgesetzten Nicephori seines Schwagers / gantz zuwider gehandelt hätte“, und er wurde „von dem Hertzogthum verjagt“. Als sein Nachfolger ist „im Jahr 1084. angenommen worden, Vitalis Falier“.
1687 bemerkte Jacob von Sandrart in seinem Opus Kurtze und vermehrte Beschreibung Von Dem Ursprung / Aufnehmen / Gebiete / und Regierung der Weltberühmten Republick Venedig lakonisch, kurz und knapp, dass „Dominicus Sylvius“ „Im Jahr 1069“ zum „(XXX.) Hertzog erkohren“ worden sei. Für erwähnenswert hält er darüber hinaus nur, dass er nach anfänglichen Erfolgen „wider die Normanner“, die in Dalmatien eingefallen waren, eine Niederlage erlitt. „Als er nun wieder nach Hause kam ward er durch das Volck der Regierung entsetzet/ im 13. Jahr derselbigen.“ Ausführlich hingegen berichter er von der byzantinischen Ehefrau des Dogen: „Er soll eine Constantinopolitanerin zur Gemahlin gehabt haben / welche sich im Thau/den sie mit grosser Mühe samlen lassen / zu baden pflegen / auch soll sie die Speisen / so sie ihr von Verschnittenen erstlich klein zerschneiden lassen / mit güldenen Gäbelein in den Mund gestecket haben/damit sie die Finger nicht beschmierte / dazu habe sie das Hauß allzeit mit allerhand wohlriechenden Dingen annehmlich gemacht. Sie soll aber endlich in eine solche Sucht gerathen seyn / daß sie nicht nur gantz ausgezehret ; sondern auch vor Stanck keyn Mensch bei ihr bleiben können/ ja die Luft selbst durch solchen üblen Geruch angestecket worden.“ Auf Silvo folgte, so der Autor lakonisch, 1084 „Vitalis Faledrus“ im Dogenamt.

### Historisch-kritische Darstellungen

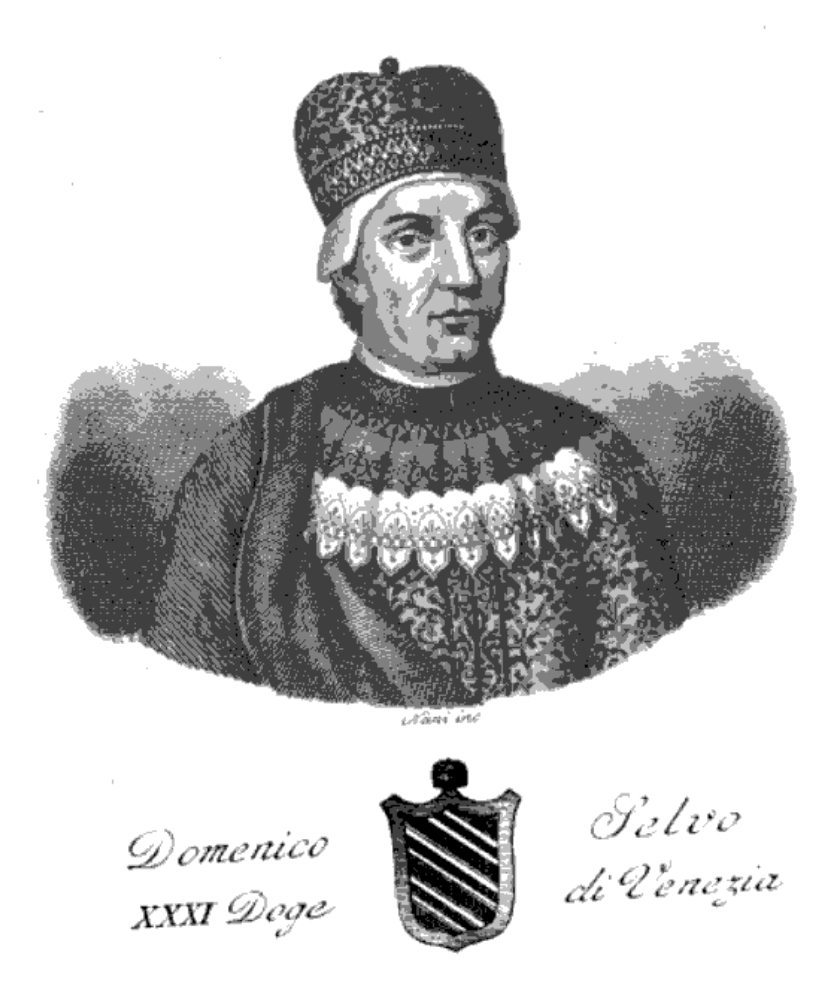
Phantasiedarstellung des Dogen, angefertigt vor 1834, Antonio Nani: Serie dei Dogi di Venezia intagliati in rame da Antonio Nani. Giuntevi alcuni notizie biografiche estese da diversi, Bd. 1, Merlo, Venedig 1840, o. S. (Google Books)

Johann Friedrich LeBret publizierte ab 1769 seine vierbändige Staatsgeschichte der Republik Venedig, worin er zur Wahl von 1074 konstatiert: „Die Wahl … des Dominicus Sylvius[,] charakterisierte die schnelle Hitze des venetianischen Volkes eben so, wie das Ende dieses Fürsten den Undank desselben.“ Bei der Beerdigung seines Vorgängers in San Nicolò di Lido habe sich plötzlich ein Geschrei erhoben, mit Forderungen, den aus einer alten Familien aus Heraklea stammenden, wegen seiner persönlichen Eigenschaften geeigneten Silvo zum Dogen zu erheben. Bestimmend wurden die Normannen, die sich ab 1016 in Süditalien festsetzten. Es dauerte lange, bis die Päpste aufhörten sie zu bekämpfen, sondern „begriffen, wie vortheilhaft sie sich der Normannen zu ihrem eigenen Vortheile bedienen könnten.“ „Gregorius, der siebente, hatte ebenfalls die Dreistigkeit, ihn [Robert Guiscard] in den Bann zu thun, war aber zuletzt froh, von der normannischen Nation Schutz zu erhalten.“ So konnte niemand die Normannen aufhalten, denn „das griechische Reich war allzu schwach“. Die Dalmatier riefen den Dogen 1075 zu Hilfe, der die Normannen von dort vertrieb. Kaiser „Michael der siebente, der zwar viel studierte, indessen aber die Türcken zu mächtig werden ließ“, wurde bald von Nikephoros gestürzt. Seine normannische Schwiegertochter „Helena in ein Kloster verstoßen“. Bald darauf kam jemand an Roberts Hof, der sich für den gestürzten Kaiser ausgab. „Der Papst that den Nicephorus in den Bann, und trug dem Robert auf, eine Unternehmung zum Besten dieses erlauchten Flüchtlinges zu wagen.“ Robert gelang es, Korfu zu erobern, worauf er Durazzo belagerte. Anders die Venezianer. „Unter der schwachen Macht“ der Byzantiner „hatten sie bisher ihre Schifffahrt und ihre Handlung sehr ausgebreitet“, doch sahen sie ihre Erfolge durch die Normannen in Gefahr. Nikephoros schrieb an seinen Schwager Silvo und bat um Hilfe. Dieser „setzte sich selbst zu Schiffe“, denn er „brannte vor Begierde, sich mit dieser kriegerischen Nation zu messen“. Seine Flotte siegte zwar, doch „Robert stellte seine Flotte bald wieder her“. Der Heerführer der Byzantiner, Alexios, forderte den ausbleibenden Sold für seine Männer, „führte seine muntern Soldaten gegen Constantinopel selbst an“ – er „belagerte die Residenz, drang durch eine Verrätherey des General Arnoni zum bulgarischen Thore ein, verstieß den Nicephorus“. Nach einer Weile erschien er selbst als Kaiser. Durazzo verteidigte inzwischen „der tapfere Commandant Paäologus“. „Die Venetianer wurden wieder herbey gerufen, erhielten aber vorher vom Kayser Alexius einen offenen Freiheitsbrief, welcher bis auf unsere Zeiten aufbehalten worden, und desto merkwürdiger ist, weil derselbe die Grundlage aller folgenden Vergleiche mit den griechischen Kaisern wurde.“ Vor Korfu kam es zur Schlacht zwischen Venezianern und Normannen, „und wenn wir dem Malaterra glauben können, so kostete der Verlust dieses Treffens, der verbundenen Flotte der Griechen und Venetianer dreyzehntausend Mann (S. 276)“. 1083 fiel Durazzo an Robert. Der Doge konnte sich „mit Schande bedecket nach Venedig“ flüchten. Er verlor „nun auf einmal alles Ansehen und alle Achtung“. „Der Geist der Unruhe überfiel das Volk, und es fand sich so gleich ein adelicher Bürger, der ihn heimlich nährete.“ Er war „der erste Fürst, dem sein Volk das Kriegsunglück zur Last legete“. „Wie lange er noch nach seiner Absetzung im Gefängnisse gelebet, das bestimmen die venetianischen Jahrbücher nicht.“ Am Ende beschreibt LeBret die Ausschmückung der Markuskirche, „wiewohl seine Auszierungen in den folgenden Jahren durch das Feuer verzehret worden.“ Auch nannte sich der Doge in einer Urkunde von 1074 „von Gottes Gnaden Herzog von Venedig und Dalmatien“. Schließlich zitiert er Wilhelm von Apulien: „Eine Stadt deren Mauern überall mit Meere umgeben, wo keiner von einem Hause zum andern gehen kann, ohne daß er sich zu Schiffe übersetzen lasse, deren Einwohner also auf dem Wasser wohnen, liefert solche Seeleute, welche von keiner andern Nation im Seekriegswesen und in der Schifffahrt übertroffen werden“ (S. 277).

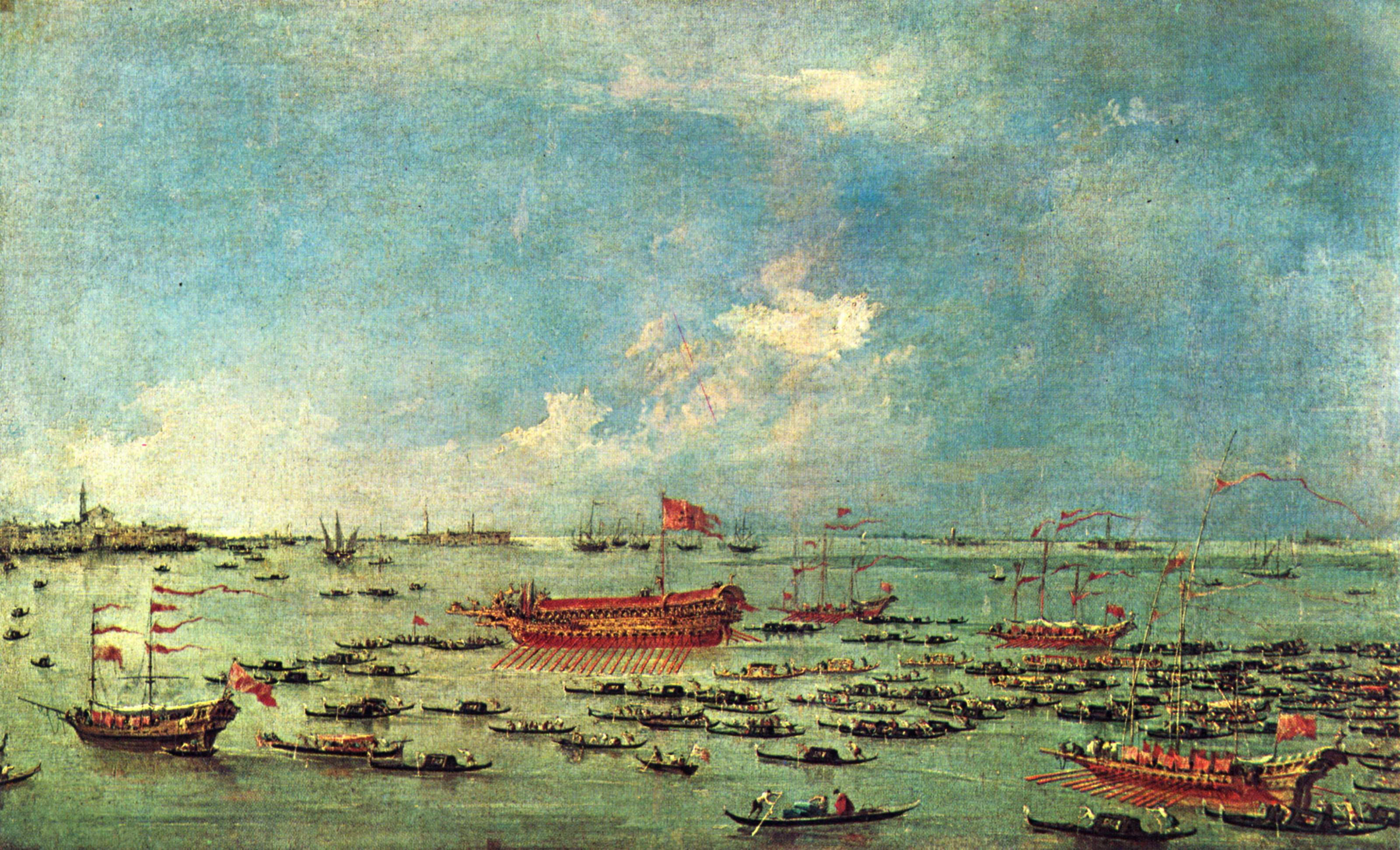
Der Bucintoro vor San Nicolò di Lido, Schiffsprozession des Dogen, Francesco Guardi um 1780/90, Öl auf Leinwand, 50 * 80 cm, Privatsammlung, Mailand

Weniger erzieherisch-moralisierend als nach zeitgenössischen Motiven suchend, äußerte sich Samuele Romanin, der in den weiteren historischen Zusammenhang einbettende Historiker, der diese Epoche 1853 im ersten der zehn Bände seiner Storia documentata di Venezia darstellte. Als Ausgangspunkt seiner Arbeit zieht er die Darstellung der Dogenwahl des Jahres 1070 durch Domenico Tino heran. Darin riefen die Venezianer bald wie aus einem Munde: „Dominicum Silvium volumus et laudamus“. Eine Vielzahl von Adligen trug ihn auf den Schultern, in Begleitung einer großen Menge zu einer Barke. Unter Gesängen, dem Te deum laudamus und dem Dogenlob, das Volk akklamierte mit dem Kyrie eleison, das Wasser schäumte unter Ruderschlägen, die Glocken läuteten. In der Kirche warf sich der Doge zu Boden und dankte Gott und dem hl. Markus für die Ehre. Dann ging es wieder in einer großen Menschenmenge zum Dogenpalast, wo das Volk den Treueid schwor, worauf Gaben ausgeteilt wurden. Schließlich gab der neue Doge Anweisung, die Portale, Stühle, Sitze wiederherzustellen, die das Volk in seiner ‚barbarischen Sitte‘ durcheinandergeworfen hatte (S. 309 f.). Silvo, der 1055 Gesandter bei Heinrich III. gewesen war, um die Privilegien Venedigs bestätigen zu lassen, heiratete eine Prinzessin, die entweder die Tochter von Konstantin Dukas (1059–1067) oder von Nikephoros Botaneiates war, der erst 1078 Kaiser wurde. Auch Romanin berichtet, allerdings mit einer gewissen Distanz zu den Chronisten, ‚vom Luxus und den Weichheiten‘ („mollezze“), die Silvos Frau nach Venedig brachte, und die bis dahin unbekannt gewesen seien. Dort wird von Wohlgerüchen und goldenen Gabeln berichtet, von Handschuhen, die die Griechin unausgesetzt trug, und vom Tau, den sie sammeln ließ – und davon, dass sie von all diesen Substanzen krank geworden sei (S. 310 f.). Romanin akzeptiert diese Berichte, wendet allerdings ein, dass zahlreiche Venezianer seit Generationen nach Konstantinopel fuhren, und kommt dennoch zu dem Schluss, dass ihr Einfluss eine „rivoluzione nei costumi“ bewirkt habe. Dann wendet sich der Verfasser den Normannen zu, deren Expansion er ausführlich beschreibt. Spalato wandte sich 1075 um Hilfe an den Dogen, der nicht nur als ‚Doge von Venedig und Dalmatien‘ angesprochen wurde, sondern auch als ‚Unser Herr‘ („Signor nostro“); deutlich wird nur, dass etwas unternommen wurde, wenn auch nicht was. Nikephoros Bryennios d. Ä., ein erfolgreicher General, der auch eine, wenn auch unklare Rolle in Dalmatien gespielt hatte, rebellierte erfolglos gegen den Kaiser. Glücklicher war hier Nikephoros Botaneiates, Kaiser ab 1078. Doch bald kam es zu zwei weiteren Erhebungen, wobei Alexios Komnenos die Gründung einer neuen Dynastie gelang. Währenddessen kämpften auf allen Seiten auch Normannen, und Robert Guiscard, dessen Pläne durch diese und weitere Kämpfe befördert wurden, bereitete eine Invasion vor. Er verheiratete seine Tochter Helena mit Konstantin, Sohn und Mitkaiser Michaels VII. (1067–1078). Mit 160 Schiffen eroberte Robert zunächst Korfu, doch zerstörte ein Sturm die Flotte am Kap Linguetta. Kaiser Alexios suchte die Unterstützung Heinrichs IV., dem er einen Brief mit einer Reihe von Privilegienzusagen schickte, er warb Türken und Waräger an, und er reizte die Venezianer, einzugreifen. Nach Anna Komnena, des Kaisers Alexios I. Tochter, habe er ihnen großzügigen Lohn und Ausgleich aller Kosten, vor allem aber allergrößte Handelsprivilegien versprochen. Von diesen Vorteilen angezogen, landete eine große Flotte unter Führung des Dogen selbst Ende Juli nördlich von Durazzo, das immer noch unter Georgios Paläologos verteidigt wurde. Robert versuchte, die Venezianer auf seine Seite zu ziehen. In einer Schlacht siegten die Venezianer, so dass die Belagerung gesprengt wurde, doch im Oktober unterlag Alexios gegen die Normannen. Durazzo musste schließlich kapitulieren. Derweil sammelte Alexios in Konstantinopel neue Mittel, um ein Heer auszuheben, wandte sich erneut an Heinrich IV. und Domenico Silvo. Ersterer war jedoch in den Investiturstreit mit dem Papst verstrickt, der mit den Normannen im Bund war. Robert, der sich wegen einer Rebellion in Apulien gerade in Italien aufhielt, zog nach Rom, das seine Truppen drei Tage lang plünderten, und nahm Gregor VII. mit in sein Reich, wo dieser im Mai des folgenden Jahres in Salerno starb. Der Papst stützte um 1074 bereits das Patriarchat von Grado, doch verübelte er den Venezianern, wie Romanin als erster Historiker („seguirono gravi disgusti con Gregorio, disgusti da nessuno storico notati“) aus Papstbriefen entnahm, insbesondere jenem vom 9. Juni 1077, dass sie weiterhin den Kaiser stützten. Robert nahm seine Byzanzpläne bald wieder auf, und es kam zu einer weiteren Seeschlacht mit den Venezianern, die einen Sieg davontrugen. Doch später unterlagen sie der normannischen Flotte, beraten von einem zu Robert geflohenen Pietro Contarini, dessen Motive nicht bekannt sind (S. 324). Robert wusste den Mut und die Loyalität der Gefangenen zu schätzen, die vom einmal geleisteten Bündnis mit Alexios nicht weichen wollten, und ließ sie frei. Domenico Silvo wurde hingegen vom Volk zum Rücktritt gezwungen, und ging, wie man annimmt, in ein Kloster. – Im Gedächtnis blieb Silvo jedoch wegen der Verschönerung der Markuskirche; jedes Schiff, das aus dem Osten kam, musste Marmor und wertvolle Steine mitbringen. Allerdings wurde die Kirche von vier Bränden beschädigt, nämlich 1106, 1230, 1419 und 1429, wobei viele Urkunden und Kunstwerke verloren gingen. Mit zeittypischen patriotischen Zuordnungen und der Betonung des Italienischen beendet Romanin diesen Abschnitt über die Markuskirche (S. 326).

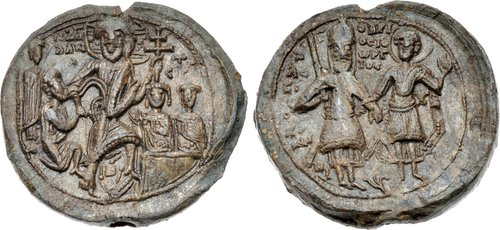
Siegel Alexios’ I. mit der Anastasis, der Kaiser in voller Rüstung, das Schwert in der rechten Hand, neben ihm der hl. Georg

In seinem Il Palazzo ducale di Venezia von 1861 räumt Francesco Zanotto der Volksversammlung größeren Einfluss ein, doch dieses Volk sei immer ‚leichtgläubig weil unwissend‘ („credulo perchè ignorante“) und ‚wankelmütig wie die See‘. Als Heinrich III. 1055 die alten Privilegien Venedigs anerkannte, was vor allem für den Handel äußerst wichtig war, war dies wohl den Unterhändlern Domenico Silvo und Buono Dandolo zu verdanken. Silvos Wahl, so betont Zanotto, weiche von allen anderen Dogenwahlen ab, doch war sie keineswegs ein spontaner Akt oder ein höherer Beschluss, sondern sie war von seinen Anhängern wohl vorbereitet. ‚Wie eine alte Chronik bestätigt‘, ließ der neue Doge die hölzernen Teile der Markuskirche durch steinerne ersetzen, wertvollen Marmor und Mosaike anbringen. Er ließ aus dem ‚Orient‘ Handwerker kommen, die wiederum andere ihr Handwerk lehrten. Zanetti glaube, so Zanotto, dass die Figuren des Erlösers zwischen Jungfrau und Markus, die den Bogen oberhalb des inneren Zentralportals zieren, aus der Zeit Silvos stammen, wahrscheinlich auch die Mosaiken der Kuppeln des Atriums mit Szenen des Alten Testaments. – Nach Zanotto gab Michael VII., um sich stärker durch Freundschaftsbande an den Dogen zu binden, ihm Theodora zur Frau, den die einen für eine Tochter Konstantins X., die anderen für eine Schwester des Nikephoros Botaneiates hielten, seines Nachfolgers. ‚Nach Aussage der Historiker‘ („al dir degli storici“) habe sie erstaunenerregenden Luxus, ihre Hofdamen und Eunuchen mitgebracht, habe zahlreiche Düfte und Kräuter verwandt, an denen sie erkrankt sei. Ihr Körper stank, sie starb nach kurzer Zeit. Angeblich, so behaupte jedenfalls Sanudo, habe er vom Kaiser den Titel „protpedro imperiale“ erhalten, der auf einen Ort namens Protocridi zurückgegangen sein soll, den Theodora mit in die Ehe brachte. Aber vor allem habe sich das Regiment Silvos von dem seiner Vorgänger durch eine Reihe von Kriegen unterschieden. So habe er die Normannen aus Dalmatien vertrieben und die dortigen Städte wieder der Oberherrschaft Venedigs unterworfen. Robert Guiscard, dem es mit Unterstützung Gregors VII. gelungen war zunächst Butrinto und Valona zu erobern, belagerte nun Durazzo. Auch bei Zanotto schickte Venedig eine Flotte unter Silvos Führung, die aus 63 Schiffen bestand (S. 75), nachdem der Usurpator Alexios ihm um Hilfe gebeten hatte. Auch bei ihm versuchte Robert einen angeblichen Thronprätendenten wieder in Konstantinopel auf den Thron zurückzubringen. Durch Verrat eines gewissen Domenico, von dem Zanotto nicht erwähnt, dass er Venezianer war, fiel die Stadt angeblich an Robert. Einige Monate später, nachdem Alexios neue Truppen ausgehoben hatte, ereilte die Venezianer eine weitere Niederlage. Ein Pietro Contarini, sei es aus privater Rache, sei es aus Geldgier, verriet die venezianische Flotte, die vor der Küste Albaniens lag. Die Griechen flohen, aber auch die Venezianer mussten sich nach hartem Kampf ergeben. 3000 Venezianer gerieten in Gefangenschaft, ebenso viele starben. Nach Zanotto rächte sich Robert grausam, indem er viele blenden oder sonst wie verstümmeln ließ. Doch als sie von ihrem Treueid nicht abließen, sondern sich lieber in Stücke hauen lassen wollten, ließ er sie frei. Als ‚die fatale Nachricht nach Venedig kam, war alles Konfusion, Traurigkeit, Angst‘. Da, wie es immer beim „cieco e volubile vulgo“, beim ‚blinden und redseligen Volk‘ sei, fielen sie vom Dogen ab, wobei seine Feinde den wachsenden Hass des Volkes gegen den Dogen befeuerten. Dies tat insbesondere Vitale Faliero, so dass der Doge abgesetzt wurde. Einige sagen, so Zanotto, er habe sein restliches Leben zwischen Klostermauern verbracht, andere, darunter Sanudo, er sei im Atrium der Markuskirche beigesetzt worden. Zum Schluss merkt Zanotto an, dass unter Silvo das Patriarchat Grado besser ausgestattet und die Kirche S. Jacopo di Rialto renoviert worden sei.

Das Byzantinische Reich im Jahr 1076

Gleich zu Anfang erklärt August Friedrich Gfrörer († 1861) in seiner, erst elf Jahre nach seinem Tod erschienenen Geschichte Venedigs von seiner Gründung bis zum Jahre 1084: „Doge Contareno starb, wie mir scheint, erst nach der Mitte des Jahres 1071“. Gfrörer meint zum Begräbnis und zur tumultuarischen Dogenwahl: „Demagogie muß hierbei im Spiel gewesen sein“ (S. 504). Zunächst zitiert er dabei Andrea Dandolo, wie also Contareno noch nicht begraben war, „als das gesammte Volk in der Kirche des heil. Nikolaus zusammentrat und einmüthig Silvio zum Dogen erkor. Hierauf führten sie den Gewählten in die Markuskapelle, die damals nicht ganz ausgebaut war, und setzten ihn durch Ueberreichung der Fahne in sein Amt ein.“ Nach Gfrörer vermeldet nicht nur Dandolo, sondern auch byzantinische Quellen, die Ehe mit Theodora, „der Tochter des Constantin Ducas“. Nach Dandolo sei diese Ehe auf Betreiben „des jungen griechischen Kaisers Michael, der 1067 seinem Vater Constantin Ducas gefolgt war, zu Stande gekommen, auch habe Michael den herzoglichen Schwager mit den prächtigen Titel eines Protoproedros geschmückt.“ Für den Verfasser deutet dies auf den abermaligen Versuch hin, eine Erbmonarchie zu errichten. Auch habe sich der Doge auf die Seite Heinrichs IV. geschlagen, ein Zustand, der von 1071 bis 1081 anhielt, doch auch danach habe ihm Papst Gregor VII. nicht getraut. In einem Brief vom 8. April 1081 gab der Papst seiner Freude über einen Gesinnungswandel Silvos Ausdruck (S. 505). Doch nun nahmen die Aktivitäten des „kühnen Normannenhäuptlings Robert Wizkard“ den Dogen voll in Anspruch. Dandolo folgend nennt Gfrörer zunächst die Vertreibung der Normannen aus Dalmatien, doch lehnt er die Annahme ab, Robert habe Dalmatien erobert gehabt. „Die Handveste“ stamme vom 8. Februar 1075 und sei von zahlreichen Honoratioren aus Spalato, Trau, Zara, Belgrad (Altzara) unterzeichnet worden. Im Kern heiße es dort: „geloben eidlich gegen dich, den Herrn Domenico Silvio, Dogen von Venetien und Dalmatien, auch kaiserlichen Protohedros, unsern gnädigen Gebieter, daß von heute an für alle Zukunft, weder wir selbst, noch auch unsere Mitbürger, Normannen oder andere Fremdlinge in unser Land aufnehmen wollen“ (S. 507). Gfrörer zieht daraus die Schlussfolgerung, dass es keine Kämpfe, sondern diplomatische Bemühungen gegeben habe. Sieben Jahre später, im Juli 1082, griff Robert Byzanz an. Kaiser Alexios sah keine Möglichkeit aus eigener Kraft sein Reich zu verteidigen und suchte in Venedig eine Verbündete. „Aber die Veneter pflegten nicht ohne Entgelt große Dienste zu leisten“ (S. 510).

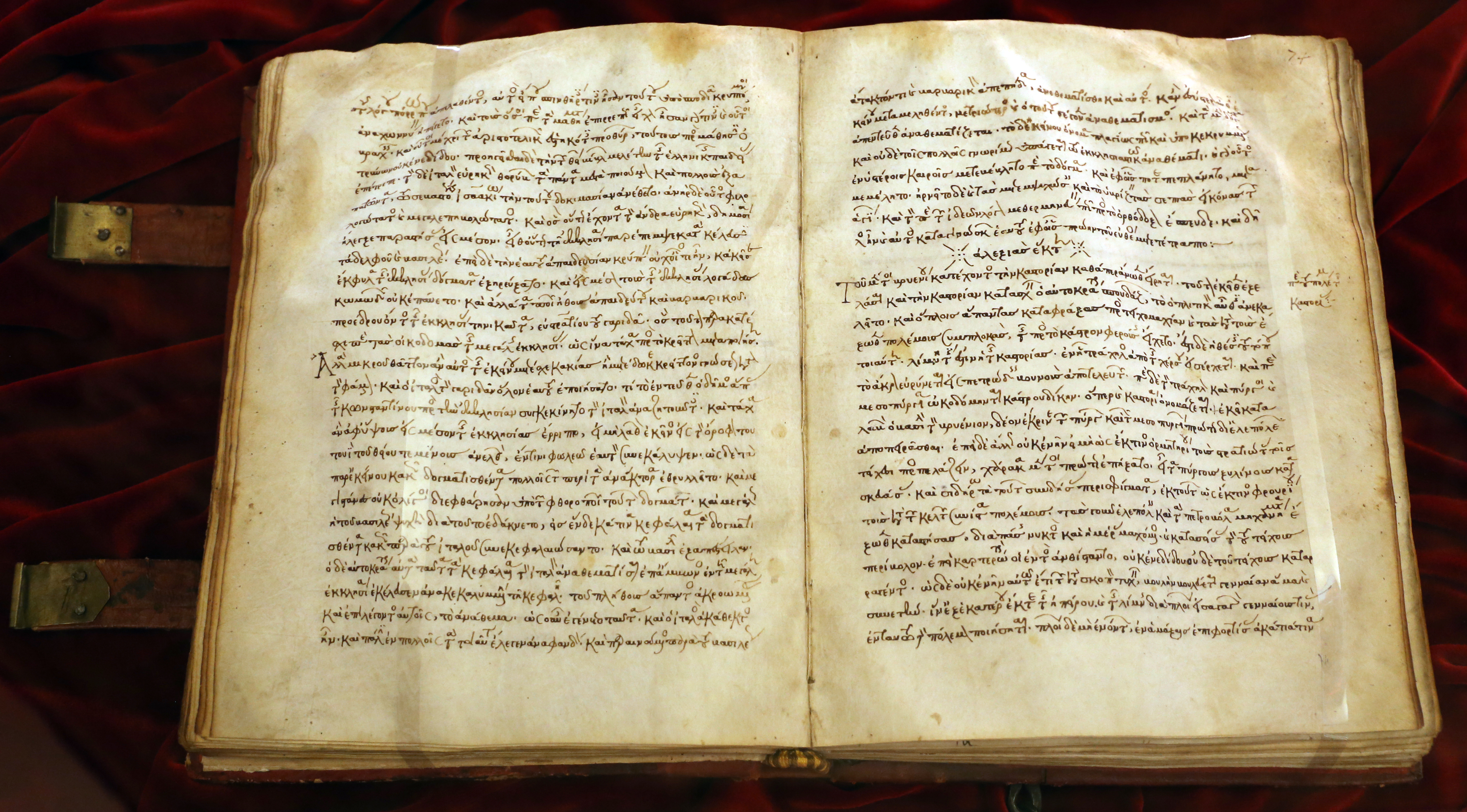
Aufgeschlagenes Manuskript (Florentinus Laurentianus 70, 2) der Alexiade der Anna Komnena, Konstantinopel (?), 12. Jahrhundert, Biblioteca Medicea Laurenziana, Florenz. Der Kodex ist eine der für die Edition maßgeblichen drei Handschriften und zugleich die älteste.

Durch Anna Komnena erfahren wir überraschend zahlreiche Details, die weit über das hinausgehen, was über frühere Kriege, in die Venedig verwickelt war, berichtet wird. Sie berichtet, dass Alexios den Venezianern alles zugestehen wollte, was Wohl und Bestand seines Reiches nicht gefährden würde. Die entsprechende Urkunde, so Gfrörer, sei noch vorhanden. Ende Juli oder im August 1085 erschien ihre Flotte unter Führung Silvos vor Durazzo, wo sie sogleich eine erste Seeschlacht gewannen. Malaterra erwähnt, dass die Venezianer das Griechische Feuer einsetzten. Im August 1082 brach Alexios von Konstantinopel auf, er führte viele Gruppen mit sich, darunter Türken, Kroaten, Waräger (diese waren Angelsachsen, die auf der Flucht vor dem Normannen Wilhelm dem Eroberer waren) und 2800 Manichäer (S. 515 f.). Dem Angriff, der nach Gfrörer am 18. Oktober 1082 erfolgte, stimmte Alexios zu, weil er „auf die Ratschläge der Unvernunft“ hörte, wie Anna Komnena kritisch anmerkt, denn darauf erfolgte eine schwere Niederlage gegen die Normannen. Der Kaiser konnte verletzt entkommen. „Die Stärke des griechischen Heeres schätzt Chronist Lupus vor dem Treffen von Durazzo auf 70.000 Mann, was mir glaublich scheint; ein anderer, aber späterer Italiener, Peter von Montecassino, spricht gar von 170.000 Mann“. Derselbe zählte für Robert nur 15.000 Mann, was Gfrörer „nicht verwerfen“ will (S. 523). Die beiden Flotten der Byzantiner und Venezianer mussten die Heimreise antreten, da der Winter nahte. Folglich musste Durazzo kapitulieren, das durch Verrat fiel. Wilhelm der Apulier nennt einen Domenico, Sohn eines vorhergehenden Dogen, der Silvo hasste, weil er nicht zu den Beratungen gezogen wurde. „Galfred Malaterra“ berichte das gleiche, doch ist Domenico bei ihm kein Dogensohn. Nach Gfrörer schob Anna Komnena den Verrat einem Amalfitaner zu, um die Ehre der Venezianer nicht zu verletzen, von deren Hilfe wieder einmal der Fortbestand des Reiches abhing (S. 524 f.). Anna Komnena berichtet von Versprechungen ihres Vaters an Heinrich IV., wenn er in Apulien einfallen würde, um den gemeinsamen Gegner zu bekämpfen. Dieser eroberte zu Pfingsten 1083 zunächst die Leostadt, worauf Robert im März oder April 1083 nach Apulien eilte, um den Papst zu retten. In Apulien hatten Alexios’ Unterhändler durch Versprechungen die Gegner Roberts zum Aufstand aufgestachelt. Robert zog am 29. Mai 1084 in Rom ein, der apulische Aufstand brach zusammen. Von Brindisi brach Robert im Oktober 1084 nach Osten auf, nach Wilhelm dem Apulier allein mit 120 Kriegsschiffen. Währenddessen hatte sein Sohn Bohemund sechs Monate lang vergeblich das thessalische Larissa belagert und hatte dort gegen Alexios gar eine Niederlage einstecken müssen. Seine unzufriedenen Männer erzwangen die Rückkehr an die albanische Küste. Doch wieder wendete sich das Blatt nach der Rückkehr Roberts. Nun hatte Byzanz außer Venedig keinen Verbündeten mehr. Venedig wiederum musste fürchten, „gänzlich vom Mittelmeere ausgeschlossen zu werden.“ Die venezianische Flotte fand ein völlig verarmtes und menschenleeres Unterdurazzo vor, oben saß eine normannische Besatzung, der die Venezianer nichts anhaben konnten. Nach 15 Tagen verließ die Flotte die Stadt, wartete auf Robert. Boemund war zwar von Larissa zurückgekehrt, doch inzwischen eroberte die venezianische Flotte, erneut in der unteren Adria auftauchend, im Bund mit Byzanz zu Anfang des Frühjahrs 1084 Korfu, vielleicht im Februar oder März. In zwei Schlachten unterlagen die Normannen nun im Abstand von drei Tagen, wie Anna Komnena berichtet. Wieder kam die Wende durch Verrat, der Verräter war diesmal ein „Peter Contareno“, vielleicht, so Gfrörer, ein „Verwandter oder gar ein Sohn des Dogen Domenico Contareno“, des Vorgängers Domenico Silvos. In der katastrophalen Niederlage vom November 1084 (wie Gfrörer datiert) sollen nach Anna Komnena 13.000 Venezianer ums Leben gekommen sein (S. 544). 2.700 Venezianer fielen in Gefangenschaft, wie ein anderer Chronist berichtet. Die Venezianer verloren neun große Kriegsschiffe, Galeoten genannt. „Die allgemeine Verzweiflung entlud sich vernichtend über dem Haupte des Dogen Silvio“ (S. 547). Dandolo, den Chronisten, zitiert Gfrörer mit den Worten: „wegen des Verlustes der gegen Robert ausgeschickten Flotte entbrannte der Zorn der Veneter wider den Dogen, also daß derselbe abgesetzt ward, nachdem er zwölf Jahre den herzoglichen Stuhl Venetiens eingenommen hatte.“ Gfrörer rechnet hieraus zurück und kommt zu dem Ergebnis, der Doge sei „gut Anfangs März 1072“ gewählt worden, sein Sturz dementsprechend im November/Dezember 1084 erfolgt. Er nimmt an, dass Silvo sich auf einem der Schnellsegler befunden hat, die voreilig den (doppelten) Sieg über Robert in Venedig verkündeten, denn sein Name erscheint bei keinem der Chronisten im Zusammenhang mit der entscheidenden dritten Schlacht. Wieder Dandolo zitierend weist Gfrörer dem späteren Dogen die Initiative zu, durch die Silvo stürzte: „Vitalis Faledro, der im Jahre 1084 den herzoglichen Stuhl bestieg, hatte durch Versprechungen und Geschenke die Austreibung Silvio’s durchgesetzt“ (S. 549).
Ausführlich schildert auch Heinrich Kretschmayr 1905 in seiner Geschichte von Venedig die Kämpfe zwischen den Normannen unter Robert Guiscard und Kaiser Alexios I., dann den damit verflochtenen Investiturstreit ausführlich. Für erwähnenswert hält er daneben immerhin in knappen Sätzen die Ausbauten von San Marco und San Nicolò di Lido, das „Ende des Patriarchenstreites und die glorreiche Erhebung der heimatlichen Kirche“, dann die Anerkennung der Privilegien „vermutlich im Jahre 1055“, „deren Erneuerung bisher so beharrlich verweigert worden war. Ob deren Fassung den Herrschaftsanspruch des Reiches noch zum Ausdruck brachte, lässt sich nicht sagen.“ Doge wurde einer der beiden Gesandten von 1055 bei Heinrich III., „Domenico Silvio“. Auch Kretschmayr berichtet von Theodora und dem „übergroßen Luxus“ der „Dogaressa“, für den sie angeblich mit Krankheit und Tod bestraft wurde, doch distanziert er sich zugleich von Petrus Damiani und dessen „augenfälligen Übertreibungen“. Auch seien „ähnliche Nachrufe auch der Kaiserin Theophanu und anderen ins Abendland gekommenen Griechenprinzessinnen nachgesagt worden.“ „Mit dem Westreiche unterhielt man auch nach Tribur und Canossa ein gutes Verhältnis; eben darum das Mahnen und Drohen Gregors VII.!“ (S. 156). Der Autor betont, im Gegensatz zu früheren Historikern, dass auch der Konflikt mit Kroatien und Ungarn die Aufmerksamkeit Venedigs forderte, denn „Peter Kresimir II. (1052–1072)“, Abkömmling einer Zareser Priorenfamilie und kroatischer Vorfahren geriet durch die Annahme des Königstitels mit Venedigs Ansprüchen in Widerspruch. Der Doge, so Kretschmayr, habe seinen Titel eines „dalmatinischen Herzogs“ nie aufgegeben, auch wenn dieser erst 1076 wieder sicher bezeugt sei. „Jahre hindurch hört man nichts von griechischer, kaum etwas von venezianischer Herrschaft.“ Auch Ungarn hatte Ansprüche gestellt, wie etwa unter Peter, Sohn Ottone Orseolos und der Maria, Tochter Stephans des Heiligen, sodass Venedig im Jahr 1050 oder 1062 hatte Zara zurückerobern müssen. Vorübergehend beherrschte auch König Andreas I. Teile Dalmatiens. Schließlich unterstützten die Ungarn einen Thronprätendenten gegen Kresimir. Nun erschienen in Dalmatien auch noch die Normannen, deren Emporkommen Kretschmayr ausführlich mit den Zäsuren Bari (1071) und Palermo (1072), dem Kampf mit Gregor VII. und der Verständigung zwischen dem Papst und Robert im Jahr 1080 schildert, was dem Papst dazu verhalf, „um gegen das Westreich, dem Normannen, um gegen das Ostreich freie Hand zu haben.“ (S. 157–165). Nach Palermo versuchten die Normannen in Dalmatien Fuß zu fassen, „Graf Amicus von Giovinazzo nahm den Kroatenkönig gefangen, dalmatinische Städte sollten wohl um ihrer Marine willen mit dem neuen Staate in enge Beziehung treten.“ Venedig seinerseits „erklärte jede Verbindung einer dalmatinischen Stadt mit den Normannen für Hochverrat. Spalato und Traù, Zara und – offenbar vor kurzem wiedergewonnen – Zaravecchia mussten im Februar 1076 dem Dogen, ‚ihrem Herrn‘, feierliche urkundliche Zusagen in diesem Sinne machen.“ Dennoch stellten Spalato und Ragusa dem Normannenführer Robert im Frühjahr 1081 Schiffe für seinen Kampf gegen Byzanz (S. 159). Dort gelang es den Seldschuken „das Herzland des Reiches, den eigentlichen Ergänzungsbezirk für die griechische Marine“ zu „überfluten“. Erst diese Schwächung der byzantinischen Flotte brachte den Staat in die Abhängigkeit von Venedig. Wenige Wochen nach der Kaiserkrönung Alexios’ I. „erschien eine Normannenflotte mit 1300 Rittern, 15000 Soldaten an Bord … und vereinte sich hier mit den Schiffen, die Herzog Boemund, Roberts Sohn, nachmals der Held des ersten Kreuzzuges, vorausgeführt hatte.“ Dann wurde Durazzo belagert, „der Schlüsselpunkt des Reiches nach Westen“. Alexios „erweckte dem Herzog feindliche Widerstände im eigenen Lande, suchte mit Gold und Schätzen den Beistand des westlichen Imperiums zu gewinnen.“ Für Venedig war ein Eingreifen gegen die Normannen im gemeinsamen Interesse, denn „sein ganzer Handel würde dann allein von deren Willkür abgehangen haben.“ So erschien im Juli 1081 unter Führung Silvos die venezianische Flotte vor Durazzo, besiegte die Normannenflotte, entsetzte Durazzo. Alexios führte ein Entsatzheer, „dessen Kern angelsächsische und normannische Warangen bildeten“ heran, doch unterlag sie am 18. Oktober 1081 den Normannen. Im Februar 1082 fiel die Stadt, „angeblich durch den Verrat eines venezianischen Dogensohnes Domenico (Orseolo?), der sich mit dem kommandierenden Sohne Domenico Silvios nicht vertragen wollte“. Robert rückte Richtung Thessalien ostwärts, doch nun entfachte byzantinische Diplomatie einen Aufstand in Apulien, Heinrich IV. rückte von Norden heran. Robert landete im Mai 1082 in Otranto, im selben Monat, in dem Alexios den Venezianern das überaus bedeutende Chrysobullon ausstellte. Dieses öffnete den Venezianern „das ganze Ostreich samt der Hauptstadt als zoll- und abgabenfreies Handelsgebiet und unterstellte die venezianischen Handelsleute daselbst der dogalen Gerichtsbarkeit. Alle Konkurrenten waren damit aus dem Felde geschlagen“ (S. 163). Alexios „hatte keine andere Wahl.“ Im Sommer 1083 erschien erneut eine venezianische Flotte und eroberte Durazzo, überwinterte dort und eroberte im Frühjahr 1084 Korfu. Erst im Herbst führten die Normannen 150 Kriegsschiffe von Otranto nach Butrinto über die Adria. Ein langer Kampf entspann sich, „der den berichtenden Quellen bald als eine Reihe von Treffen, bald als eine einzige, grosse, tagelange Schlacht erscheint“ (S. 164). Zunächst siegten Venezianer und Griechen auf der Höhe von Kassiope, dann unterlagen sie vor Korfu. „Daheim im Seeland forderte die Hiobspost ihr Opfer – den Dogen Domenico Silvio“. Kretschmayr berichtet schließlich gleichfalls die beiden Versionen seines Abtretens. „Sein Nachfolger, den manche Berichte an seinem Sturze mitschuldig wissen wollen, Vitale Falieri (Faletro) … sah dann das Ende des Krieges.“ Die venezianische Flotte unterlag zunächst zu Saseno bei Aulona, siegte aber erneut vor Butrint. „Aber mächtiger als die Schiffe stritten für Venedig Krankheit und Tod.“ Boemund erkrankte und musste heimkehren, Robert starb am 17. Juli 1085. Durazzo übergaben die Venezianer wieder an Alexios.
John Julius Norwich interessiert sich in seiner History of Venice gleichfalls vor allem für den Krieg gegen die Normannen. Warum genau Silvo so populär war, ist unbekannt, konstatiert Norwich zunächst, doch müssen die Gründe gewichtig gewesen sein, wie eine erste Augenzeugenbeschreibung erweist. Selbst die „oarsmen … beating the flat of their blades upon the water, added their own thunderous applause“. Der nun barfüßige, einfach gekleidete Doge sei vom Lido nach San Marco geleitet worden, wo er sich „on the newly laid marble pavement“ warf. „The reign of Venice’s twenty-ninth Doge had begun“, schließt der Autor an. „Without delay the doge gave orders for the restoration and improvement of the doors, seats and tables which had been damaged after the death of Doge Contarini.“ Norwich sieht keinerlei Hinweise auf ‚öffentliche Unordnung‘, der Vorgänger war beliebt, denn Silvo hätte ihm sonst nicht so schnell im Amt folgen können. Möglicherweise hatten die Venezianer die „barbarous tradition of papal Rome“ übernommen, nach der beim Tod eines Papstes der Lateranpalast geplündert wurde. „The first decade of Domenico Selvo's reign was tranquil enough. Soon after his accession he married the Byzantine Princess Theodora Dukas“, ist sich Norwich sicher. Skeptisch konstatiert er zudem: „Certainly Domenico Selvo never hesitated“, doch, obwohl er das Kommando über die Flotte übernahm, erreichte die Flotte Durazzo erst, als die Normannen, obwohl stark behindert durch einen Sturm, bereits dort waren. Tatsächlich schreibt er ausgerechnet den Normannen Mangel an Erfahrung im Seekrieg zu, was ihre Niederlage begründete. Nach achtmonatiger Belagerung fiel schließlich, nach einem „crushing defeat“ Kaiser Alexios’, Durazzo an die Normannen. Anna Komnena erklärt er kurzerhand für unglaubwürdig, die Rache Venedigs am Ende für eine Art „wishful thinking“. Sie selbst, wie man an der Beschreibung der Verstümmelungen der Venezianer durch Robert erkennen könne, „dwells with the morbid pleasure that is one of her least attractive characteristics“. Zugleich seien die Vorteile aus dem Chrysobullon von 1082 „almost impossible to exaggerate“. Dabei zitiert er Charles Diehl in übersetzter Form: „On that day Venetian world trade began.“ Andererseits konnten die Venezianer nicht wissen, dass sich die Normannenfrage abschwächen würde, denn Robert starb erst nach dem Sturz des Dogen, der als ‚Sündenbock‘ herhalten musste. Schließlich fabuliert er, der Doge, der bei ihm ins Kloster geschickt wurde, habe sich nicht gewehrt, und: „Probably his spirit was broken, and he was glad enough to go“.

### Erzählende Quellen
- Luigi Andrea Berto (Hrsg.): Testi storici veneziani (XI–XIII secolo): Historia ducum Venetorum, Domenico Tino, Relatio de electione Dominici Silvi Venetorum ducis, Ed. Cleup, Padua 1999 (Medioevo Europeo 1), S. 102–105 (Relatio de electione Dominici Silvi Venetorum ducis – Augenzeugenbericht der Wahl des Dogen)
- Anna Komnene: Alexias, übersetzt von Diether Roderich Reinsch, DuMont, Köln 1996, 2. Aufl., de Gruyter, 2001.
- Ester Pastorello (Hrsg.): Andrea Dandolo, Chronica per extensum descripta aa. 460–1280 d.C. (= Rerum Italicarum Scriptores XII,1), Nicola Zanichelli, Bologna 1938, S. 214–217. (Digitalisat, S. 214 f.)
- Henry Simonsfeld (Hrsg.): Annales Venetici breves, in: MGH, Scriptores, XIV, hrsg. v. G. Waitz, Hannover 1883, S. 69–72, hier: S. 70. (Digitalisat)
- Luigi Andrea Berto (Hrsg.): Annales Venetici breves, in Testi storici veneziani (11.–13. secolo), Padua 1999, S. 86 f.
- Roberto Cessi (Hrsg.): Origo civitatum Italiae seu Venetiarum (Chronicon Altinate et Chronicon Gradense), Rom 1933, S. 29, 120, 131.
- Roberto Cessi, Fanny Bennato (Hrsg.): Venetiarum historia vulgo Petro Iustiniano Iustiniani filio adiudicata, Venedig 1964, S. 2, 58.
- Marino Sanuto, Le vite dei dogi, hrsg. v. Giovanni Monticolo (=Rerum Italicarum Scriptores 2, XXII,4), Città di Castello 1890, S. 153–155.

### Rechtsetzende Quellen, Briefe
- Gottlieb Lukas Friedrich Tafel, Georg Martin Thomas (Hrsg.): Urkunden zur älteren Handels- und Staatsgeschichte der Republik Venedig, Wien 1856, n. XXI: Dalmatinorum promissio præstita de non admittendis in Dalmatiam Normannis, S. 41–43, hier: S. 42. (Digitalisat der Edition, S. 42)
- Erich Caspar (Hrsg.): Das Register Gregors VII, MGH, Epistolae selectae, II, 1, Berlin 1920–1923, S. 175, 341.
- Luigi Lanfranchi (Hrsg.): Famiglia Zusto, Venedig 1955, S. 6, 9, 13, 15.
- Luigi Lanfranchi, Bianca Strina (Hrsg.): Ss. Ilario e Benedetto e S. Gregorio, Venedig 1965, S. 47, 49.
- Luigi Lanfranchi (Hrsg.): S. Giorgio Maggiore, II, Venedig 1968, S. 93–95.
- Bianca Lanfranchi Strina (Hrsg.): Ss. Trinità e S. Michele Arcangelo di Brondolo, Bd. II, Venedig 1981, S. 84, III, 1987, S. 483, 485, 487 (s. Kloster Brondolo).
- Elisabeth Santschi (Hrsg.): Benedettini in S. Daniele, Venedig 1989, S. 5 f. (Urkunde des Bischofs von Olivolo, Domenico Contarini aus dem Jahr 1046).